# Nakusia
Nakusia és un gènere de mamífer perissodàctil extint de la família dels antracobúnids. Se n'han trobat restes fòssils al Pakistan.